# Primera divisió espanyola de futbol 1964-1965
El Reial Madrid Club de Futbol va aconseguir el seu cinquè títol de manera consecutiva, fet només repetit una vegada, als anys 80. Va ser el primer campionat sense la seva gran figura, Alfredo Di Stéfano. El seu substitut va ser Ramón Grosso. El campionat va ser molt disputat entre el Reial Madrid i l'Atlètic de Madrid, que es va despenjar a poques jornades del final.

## Equips participants
| Equips              | Ciutat     | Estadi                |
| ------------------- | ---------- | --------------------- |
| Atlético Bilbao     | Bilbao     | San Mamés             |
| Atlètic de Madrid   | Madrid     | Metropolitano         |
| FC Barcelona        | Barcelona  | Camp Nou              |
| Córdoba CF          | Còrdova    | El Arcángel           |
| Deportivo La Coruña | La Corunya | Riazor                |
| Elx CF              | Elx        | Altabix               |
| RCD Espanyol        | Barcelona  | Sarrià                |
| UD Las Palmas       | Las Palmas | Insular               |
| Llevant UE          | València   | Vallejo               |
| Reial Múrcia CF     | Múrcia     | La Condomina          |
| Reial Oviedo        | Oviedo     | Carlos Tartiere       |
| Reial Betis         | Sevilla    | Benito Villamarín     |
| Reial Madrid        | Madrid     | Santiago Bernabéu     |
| Sevilla FC          | Sevilla    | Ramón Sánchez Pizjuán |
| València CF         | València   | Mestalla              |
| Reial Saragossa     | Saragossa  | La Romareda           |

## Classificació general
| Pos | Equip                   | PJ | PG | PE | PP | GF | GC | DG  | Pts | Classificació o descens      |
| --- | ----------------------- | -- | -- | -- | -- | -- | -- | --- | --- | ---------------------------- |
| 1   | Reial Madrid (C)        | 30 | 21 | 5  | 4  | 64 | 18 | +46 | 47  | Clas. per la Copa d'Europa   |
| 2   | Atlètic de Madrid       | 30 | 20 | 3  | 7  | 58 | 27 | +31 | 43  | Clas. per la Recopa d'Europa |
| 3   | Reial Saragossa         | 30 | 19 | 2  | 9  | 60 | 37 | +23 | 40  | Convidat a la Copa de Fires  |
| 4   | València CF             | 30 | 17 | 4  | 9  | 59 | 37 | +22 | 38  | Convidat a la Copa de Fires  |
| 5   | Córdoba CF              | 30 | 16 | 3  | 11 | 36 | 34 | +2  | 35  |                              |
| 6   | FC Barcelona            | 30 | 14 | 4  | 12 | 59 | 41 | +18 | 32  | Convidat a la Copa de Fires  |
| 7   | Atlético Bilbao         | 30 | 13 | 6  | 11 | 36 | 41 | −5  | 32  |                              |
| 8   | Elx CF                  | 30 | 14 | 3  | 13 | 38 | 43 | −5  | 31  |                              |
| 9   | UD Las Palmas           | 30 | 11 | 7  | 12 | 36 | 43 | −7  | 29  |                              |
| 10  | Sevilla FC              | 30 | 11 | 4  | 15 | 38 | 50 | −12 | 26  |                              |
| 11  | RCD Espanyol            | 30 | 12 | 1  | 17 | 37 | 39 | −2  | 25  | Convidat a la Copa de Fires  |
| 12  | Reial Betis             | 30 | 8  | 7  | 15 | 33 | 45 | −12 | 23  |                              |
| 13  | Reial Múrcia CF (R)     | 30 | 5  | 13 | 12 | 28 | 49 | −21 | 23  | Promoció de descens          |
| 14  | Llevant UE (R)          | 30 | 8  | 5  | 17 | 37 | 51 | −14 | 21  | Promoció de descens          |
| 15  | Reial Oviedo (R)        | 30 | 7  | 6  | 17 | 22 | 54 | −32 | 20  | Descens a Segona Divisió     |
| 16  | Deportivo La Coruña (R) | 30 | 6  | 3  | 21 | 18 | 50 | −32 | 15  | Descens a Segona Divisió     |

## Resultats
| Casa \ Fora       | ATB | ATM | BAR | COR | DEP | ELC | ESP | LPA | LEV | MUR | OVI | BET | RMA | SEV | VAL | ZAR |
| ----------------- | --- | --- | --- | --- | --- | --- | --- | --- | --- | --- | --- | --- | --- | --- | --- | --- |
| Atlético Bilbao   | —   | 2–1 | 0–0 | 1–0 | 0–0 | 2–1 | 2–1 | 3–1 | 1–1 | 1–2 | 3–0 | 1–0 | 1–1 | 1–0 | 3–2 | 3–1 |
| Atlètic de Madrid | 4–0 | —   | 3–2 | 3–0 | 1–0 | 2–0 | 3–0 | 2–1 | 3–0 | 2–0 | 5–1 | 2–1 | 0–1 | 3–1 | 2–1 | 2–3 |
| FC Barcelona      | 4–0 | 2–3 | —   | 4–1 | 2–0 | 1–1 | 1–0 | 4–0 | 4–2 | 8–1 | 5–0 | 0–0 | 1–2 | 4–3 | 2–0 | 2–0 |
| Córdoba CF        | 1–0 | 0–0 | 1–0 | —   | 6–0 | 2–0 | 2–1 | 0–0 | 3–0 | 0–0 | 1–0 | 1–0 | 1–0 | 1–0 | 1–0 | 2–1 |
| La Coruña         | 1–2 | 0–1 | 1–2 | 2–0 | —   | 0–1 | 1–4 | 1–0 | 1–0 | 2–0 | 1–1 | 1–0 | 0–2 | 4–0 | 1–2 | 0–2 |
| Elx CF            | 1–0 | 1–0 | 2–0 | 2–1 | 3–0 | —   | 2–1 | 2–0 | 4–2 | 2–0 | 2–0 | 3–0 | 1–1 | 0–1 | 1–3 | 3–1 |
| RCD Espanyol      | 3–1 | 1–0 | 0–0 | 2–4 | 2–0 | 1–0 | —   | 1–0 | 2–1 | 1–0 | 5–1 | 3–0 | 1–2 | 0–2 | 1–2 | 4–2 |
| CD Málaga         | 3–1 | 2–3 | 2–1 | 1–0 | 2–0 | 2–0 | 1–0 | —   | 1–0 | 0–0 | 3–0 | 2–2 | 1–1 | 4–1 | 3–2 | 1–3 |
| Llevant UE        | 2–2 | 0–1 | 5–1 | 2–0 | 2–0 | 2–0 | 2–0 | 2–2 | —   | 1–2 | 0–0 | 3–1 | 0–1 | 3–2 | 2–1 | 0–1 |
| Reial Múrcia CF   | 1–1 | 1–5 | 0–2 | 0–1 | 2–0 | 4–0 | 1–0 | 1–1 | 1–1 | —   | 0–0 | 1–1 | 1–2 | 1–1 | 1–1 | 1–2 |
| Reial Oviedo      | 1–0 | 0–3 | 2–0 | 1–0 | 0–0 | 1–3 | 3–1 | 2–0 | 2–0 | 1–1 | —   | 1–2 | 0–1 | 2–3 | 0–1 | 2–0 |
| Reial Betis       | 1–2 | 1–1 | 2–1 | 0–1 | 4–0 | 2–2 | 0–1 | 2–0 | 1–0 | 2–2 | 0–0 | —   | 3–1 | 2–0 | 0–1 | 2–1 |
| Reial Madrid      | 1–0 | 0–1 | 4–1 | 6–1 | 2–0 | 3–0 | 1–0 | 6–0 | 4–1 | 4–1 | 3–0 | 6–1 | —   | 4–0 | 3–0 | 1–1 |
| Sevilla FC        | 1–2 | 0–0 | 2–1 | 2–4 | 2–1 | 1–0 | 1–0 | 1–2 | 5–2 | 0–0 | 1–0 | 4–2 | 0–1 | —   | 1–1 | 2–1 |
| València CF       | 2–0 | 3–1 | 2–4 | 2–1 | 1–0 | 5–0 | 3–1 | 2–1 | 2–0 | 2–2 | 8–1 | 2–0 | 0–0 | 3–1 | —   | 3–0 |
| Reial Saragossa   | 4–1 | 3–1 | 2–0 | 4–0 | 4–1 | 5–1 | 1–0 | 0–0 | 3–1 | 5–1 | 2–0 | 2–1 | 1–0 | 1–0 | 4–2 | —   |

## Promoció de descens
| Equip 1         | Global | Equip 2     | Anada | Tornada |
| --------------- | ------ | ----------- | ----- | ------- |
| Reial Múrcia CF | 2-3    | CE Sabadell | 2-2   | 0-1     |
| CD Málaga       | 4-2    | Llevant UE  | 4-2   | 0-0     |

## Resultats finals
- Lliga de Campions: Reial Madrid
- Recopa d'Europa: Atlètic de Madrid
- Descensos: Deportivo La Coruña, Real Murcia, Llevant UE i Reial Oviedo
- Ascensos: Málaga CF, Reial Mallorca, CE Sabadell i Pontevedra CF

## Màxims golejadors
| Posició | Golscorer       | Gols | Equip             |
| ------- | --------------- | ---- | ----------------- |
| 1       | Cayetano Ré     | 25   | FC Barcelona      |
| 2       | Waldo           | 21   | València CF       |
| 3       | Luis Aragonés   | 19   | Atlètic de Madrid |
| 4       | Ramón Grosso    | 17   | Reial Madrid      |
| 5       | Fernando Ansola | 14   | Reial Betis       |
| 5       | Juan Seminario  | 14   | FC Barcelona      |